# Maksim Sidorov
Maksim Viktorovič Sidorov (in russo Максим Викторович Сидоров?; Mosca, 13 maggio 1986) è un pesista russo, campione universitario nel 2007 con la misura di 20,01 m.

## Progressione

### Getto del peso outdoor
| Stagione | Risultato | Luogo     | Data      | Rank. Mond. |
| -------- | --------- | --------- | --------- | ----------- |
| 2014     | 20,37 m   | Leiria    | 16-3-2014 | 35º         |
| 2013     | 20,98 m   | Erino     | 16-6-2013 | 13º         |
| 2012     | 21,51 m   | Čeboksary | 4-7-2012  | 7º          |
| 2011     | 21,45 m   | Čeboksary | 22-7-2011 | 9º          |
| 2010     | 20,50 m   | Erino     | 12-6-2010 | 15º         |
| 2009     | 20,92 m   | Čeboksary | 24-7-2009 | 13º         |
| 2008     | 19,98 m   | Kazan'    | 17-7-2008 | 55º         |
| 2007     | 20,01 m   | Bangkok   | 14-8-2007 | 41º         |
| 2006     | 18,52 m   | Žukovskij | 24-6-2006 | -           |

### Getto del peso indoor
| Stagione | Risultato | Luogo           | Data      | Rank. Mond. |
| -------- | --------- | --------------- | --------- | ----------- |
| 2015     | 20,56 m   | San Pietroburgo | 10-2-2015 | 12º         |
| 2014     | 20,78 m   | Mosca           | 18-2-2014 | 12º         |
| 2013     | 20,10 m   | Mosca           | 13-2-2013 | 16º         |
| 2012     | 20,98 m   | Mosca           | 23-2-2012 | 7º          |
| 2011     | 20,70 m   | Mosca           | 18-2-2011 | 6º          |
| 2010     | 20,21 m   | Volgograd       | 23-1-2010 | 16º         |
| 2009     | 19,56 m   | Mosca           | 14-2-2009 | 32º         |
| 2008     | 18,46 m   | Volgograd       | 19-1-2008 | -           |
| 2007     | 18,68 m   | Volgograd       | 9-2-2007  | -           |

## Palmarès
| Anno | Manifestazione   | Sede     | Evento         | Classifica | Risultato | Note                          |
| ---- | ---------------- | -------- | -------------- | ---------- | --------- | ----------------------------- |
| 2005 | Europei juniores | Kaunas   | Getto del peso | Bronzo     | 19,32 m   |                               |
| 2007 | Europei under 23 | Debrecen | Getto del peso | 8º         | 18,24 m   |                               |
| 2007 | Universiadi      | Bangkok  | Getto del peso | Oro        | 20,01 m   | Miglior prestazione personale |
| 2009 | Europei indoor   | Torino   | Getto del peso | 21º        | 18,01 m   |                               |
| 2009 | Mondiali         | Berlino  | Getto del peso | 29º (q)    | 18,92 m   |                               |
| 2010 | Mondiali indoor  | Doha     | Getto del peso | 14º        | 19,88 m   |                               |
| 2011 | Europei indoor   | Parigi   | Getto del peso | Bronzo     | 20,55 m   |                               |
| 2011 | Mondiali         | Taegu    | Getto del peso | 14º (q)    | 19,95 m   |                               |
| 2012 | Mondiali indoor  | Istanbul | Getto del peso | 5º         | 20,78 m   |                               |
| 2012 | Olimpiadi        | Londra   | Getto del peso | 11º        | 20,41 m   |                               |
| 2013 | Europei indoor   | Göteborg | Getto del peso | 12º (q)    | 19,58 m   |                               |
| 2013 | Mondiali         | Mosca    | Getto del peso | 13º (q)    | 19,63 m   |                               |
| 2014 | Mondiali indoor  | Sopot    | Getto del peso | 16º (q)    | 18,98 m   |                               |
| 2015 | Europei indoor   | Praga    | Getto del peso | 14º (q)    | 19,45 m   |                               |
| 2015 | Mondiali         | Pechino  | Getto del peso | 22º (q)    | 19,35 m   |                               |

## Campionati nazionali
- 5 volte campione nazionale nel getto del peso (2009, 2011/2013, 2015)
- 5 volte nel getto del peso indoor (2010/2014)

2006
- 10º ai campionati nazionali russi indoor, getto del peso - 17,31 m

2007
- 5º ai campionati nazionali russi indoor, getto del peso - 18,68 m
- 5º ai campionati nazionali russi, getto del peso - 18,86 m

2008
- 7º ai campionati nazionali russi indoor, getto del peso - 18,54 m
- 4º ai campionati nazionali russi, getto del peso - 19,98 m

2009
- Bronzo ai campionati nazionali russi indoor, getto del peso - 19,56 m
- Oro ai campionati nazionali russi, getto del peso - 20,92 m

2010
- Oro ai campionati nazionali russi indoor, getto del peso - 19,38 m
- 4º ai campionati nazionali russi, getto del peso - 18,91 m

2011
- Oro ai campionati nazionali russi indoor, getto del peso - 20,70 m
- Oro ai campionati nazionali russi, getto del peso - 21,45 m

2012
- Oro ai campionati nazionali russi indoor, getto del peso - 20,98 m
- Oro ai campionati nazionali russi, getto del peso - 21,51 m

2013
- Oro ai campionati nazionali russi indoor, getto del peso - 20,10 m
- Oro ai campionati nazionali russi, getto del peso - 20,45 m

2014
- Oro ai campionati nazionali russi indoor, getto del peso - 20,78 m
- Bronzo ai campionati nazionali russi, getto del peso - 20,08 m

2015
- Bronzo ai campionati nazionali russi indoor, getto del peso - 19,82 m
- Oro ai campionati nazionali russi, getto del peso - 20,58 m

## Altre competizioni internazionali
2013
- 8º al Golden Gala ( Roma), getto del peso - 19,99 m
- Bronzo al DécaNation ( Valence), getto del peso - 19,67 m

2014
- 4º in Coppa Europa invernale di lanci ( Leiria), getto del peso - 20,37 m
- Bronzo al Moscow Challenge ( Mosca), getto del peso - 19,45 m

2015
- 10º al Golden Gala ( Roma), getto del peso - 19,50 m